# Vivenkapelle
Vivenkapelle is een dorp in de Belgische provincie West-Vlaanderen, gelegen op het grondgebied van Damme. Het plaatsje telt ruim 500 inwoners. Vivenkapelle behoort sinds 1977 tot Damme, daarvoor hoorde het bij Sint-Kruis en na 1971 bij de stad Brugge door de fusie van Sint-Kruis.

## Etymologie
In 1240 is sprake van ene Hendrik van Vyve, en in 1300 werd de plaatsnaam Viven voor het eerst gebruikt. Vanaf 1530 sprak men van de capelle van viven, en vanaf 1743 werd de naam Vijve cappelle gehanteerd. Ook tegenwoordig ziet men de naam Vijve kapelle nog wel.

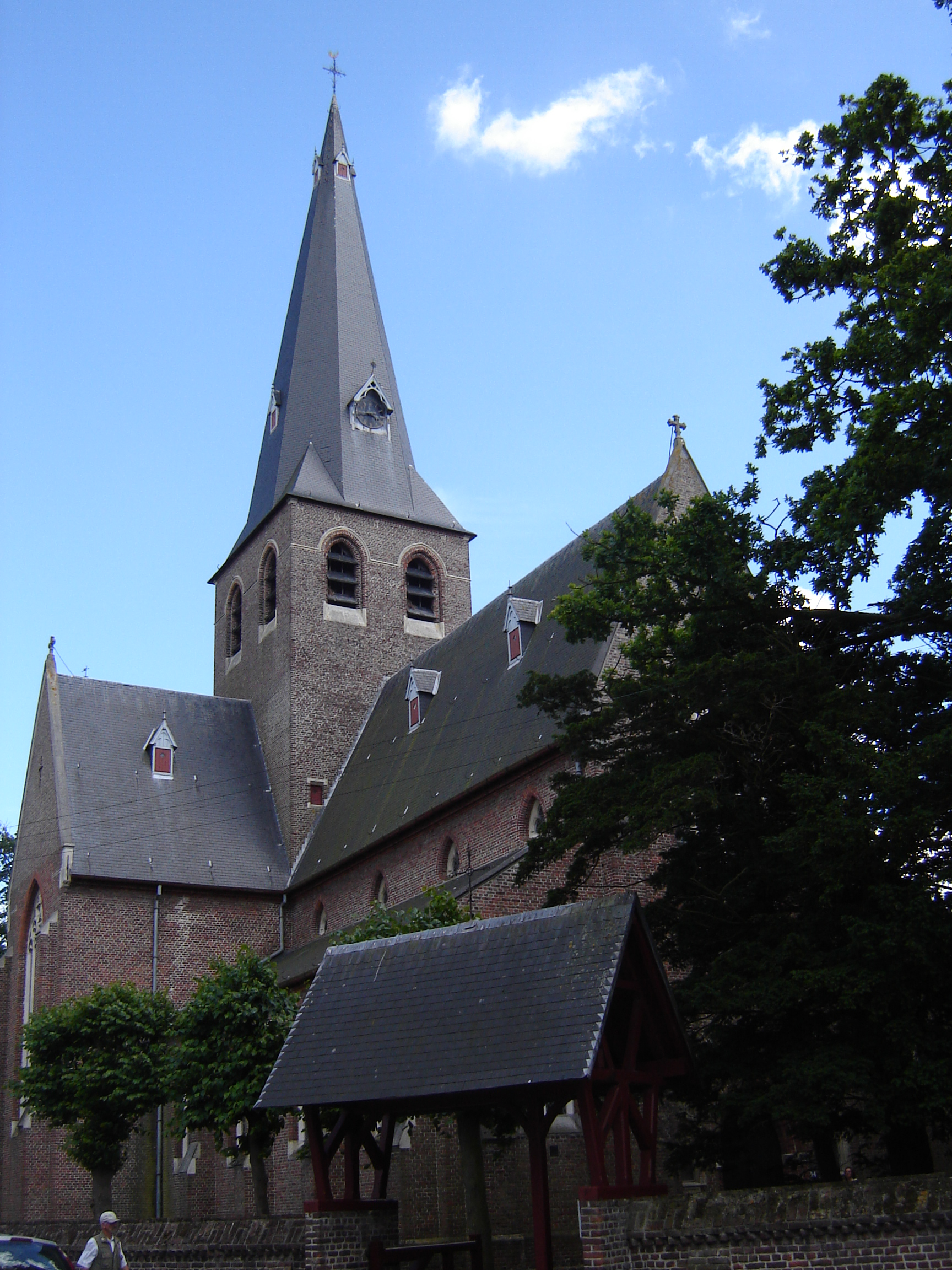
Onze-Lieve-Vrouw-Geboortekerk

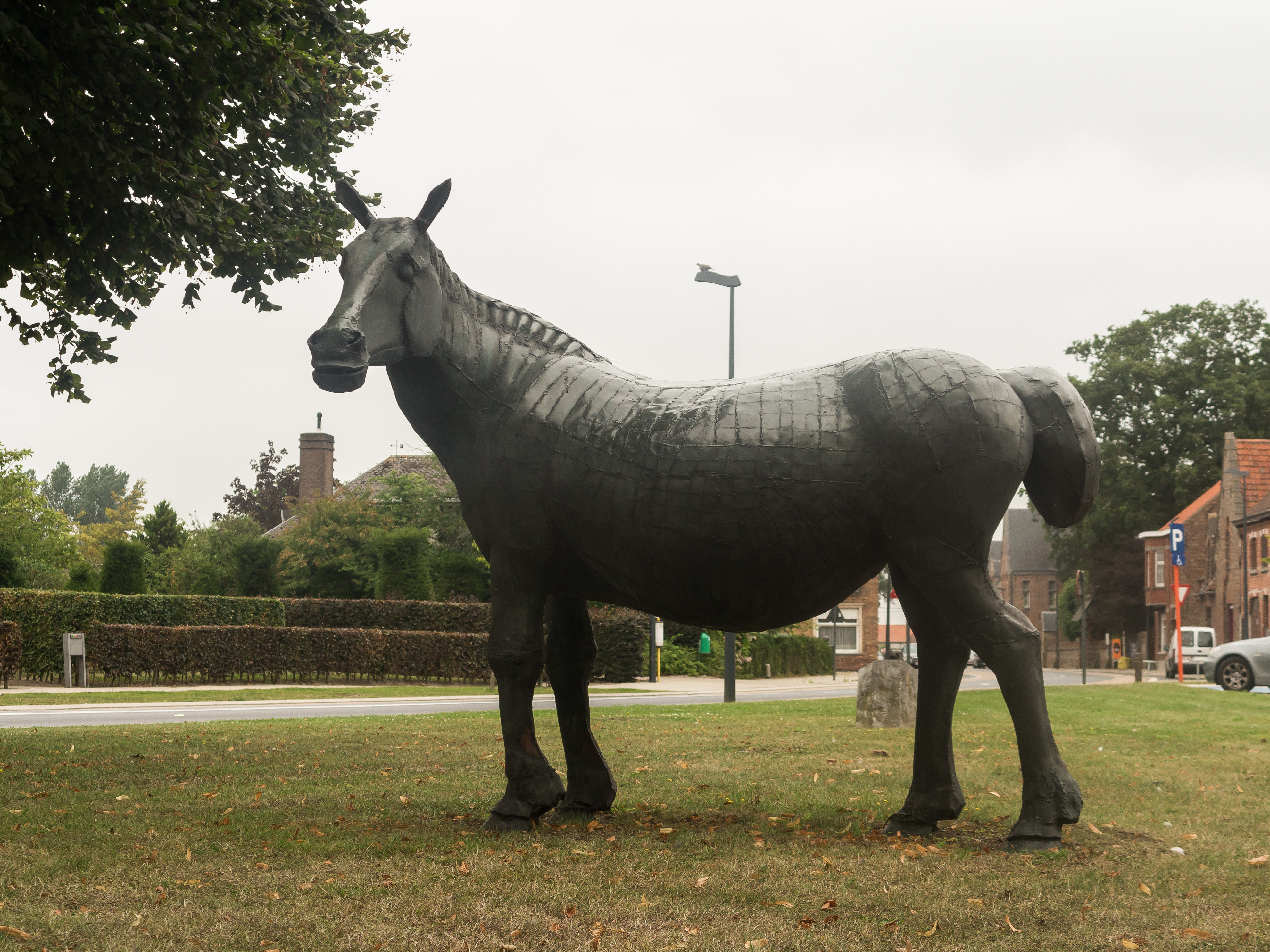
Het Paard inhuldigingsmonument

## Geschiedenis
Vijve kapelle was een leengoed van de Burg van Brugge. In 1341 kreeg de heerlijkheid eigen rechtspraak. Willem de Kalkere was toen de heer. In 1351 werd het gekocht door Jacob de Wale en in 1354 door Hendric Braderic. Hij bouwde reeds in 1349 een kapel te Viven en bezat daarvan het patronaatsrecht. Dit recht bleef tot aan de Franse tijd in handen van de heren van Viven. Door huwelijk kwam de heerlijkheid aan de familie Adornes. De kapel groeide uit tot een belangrijk Maria-bedevaartsoord. In 1561 kocht Jan Lopez Gallo de heerlijkheid. Deze was raadgever van Filips II en tevens heer van Male, zodat beide heerlijkheden verenigd werden. Tot 1697 bleef de familie Gallo in bezit van Viven. De kapel werd echter tijdens de godsdiensttwisten 1578-1579 geplunderd. In 1584 kwam een eind aan de Calvinistische republiek van Brugge, maar pas in 1635 werd de kapel gebouwd.
In 1697 werd de heerlijkheid verkocht aan Gaspar de Gourcy, en in 1710 verkocht deze de heerlijkheid weer aan François Claesman.
In de Franse tijd werd Vivenkapelle aangehecht aan de burgerlijke gemeente Sint-Kruis.
In 1797 werd de kapel opnieuw verwoest, nu door Fransgezinde libertijnen. Het meubilair werd verkocht. In 1799 werd de kapel door een landbouwer namens de bevolking teruggekocht, maar vervolgens door dezelfde landbouwer als schuur gebruikt. In 1827 werd de kapel weer via koop door Philippe Verhulst ter beschikking van de eredienst gesteld, ook het 17e-eeuws Mariabeeld werd geplaatst, maar pas in 1855, na de instelling van het dogma van de Onbevlekte Ontvangenis van Maria (1854), werd de kapel gewijd aan Onze-Lieve-Vrouw-Geboorte. In 1858 werd de kapel verheven tot proosdij, afhankelijk van de parochie van Sint-Kruis, en daarop werd een neogotisch ensemble gebouwd in Vivenkapelle naar ontwerp van Jean-Baptiste de Béthune. Zo ontstond de Onze-Lieve-Vrouw-Geboorte en Sint-Philippuskerk, welke in 1867 werd ingewijd en de oude kapel als zuidkoor had. Verder een jongensschool met broedersklooster en een bewaarschool en meisjesschool met zustersklooster. In 1885 werd Vivenkapelle verheven tot parochie.
Vanaf 1945 werd de kerk geklasseerd als monument. In 1980 werden ook de kloostergebouwen en het dorpsgezicht beschermd. In 1988 werden de kloostergebouwen overgedragen aan de gemeente Damme, waar Vivenkapelle in 1977 bij werd gevoegd.

## Bezienswaardigheden
- Het beschermd dorpsgezicht, een homogeen neogotisch geheel, omvattende: 
  - Onze-Lieve-Vrouw-Geboorte en Sint-Philippuskerk
  - Broedersschool van de Heilige Jozef, en Broedersklooster van Vincentius a Paulo, van de Broeders van Dale uit Kortrijk, gebouwd 1860-1863, gesloten in 1960.
  - Meisjes- en bewaarschool van de Heilige Engelen, en Zustersklooster van de Heilige Jezus, van de Zusters van de Onbevlekte Ontvangenis uit Brugge, gebouwd 1866-1869, vanaf 1971 een afdeling van het Onze-Lieve-Vrouw College te Assebroek, in 1973 vertrokken de laatste zusters.

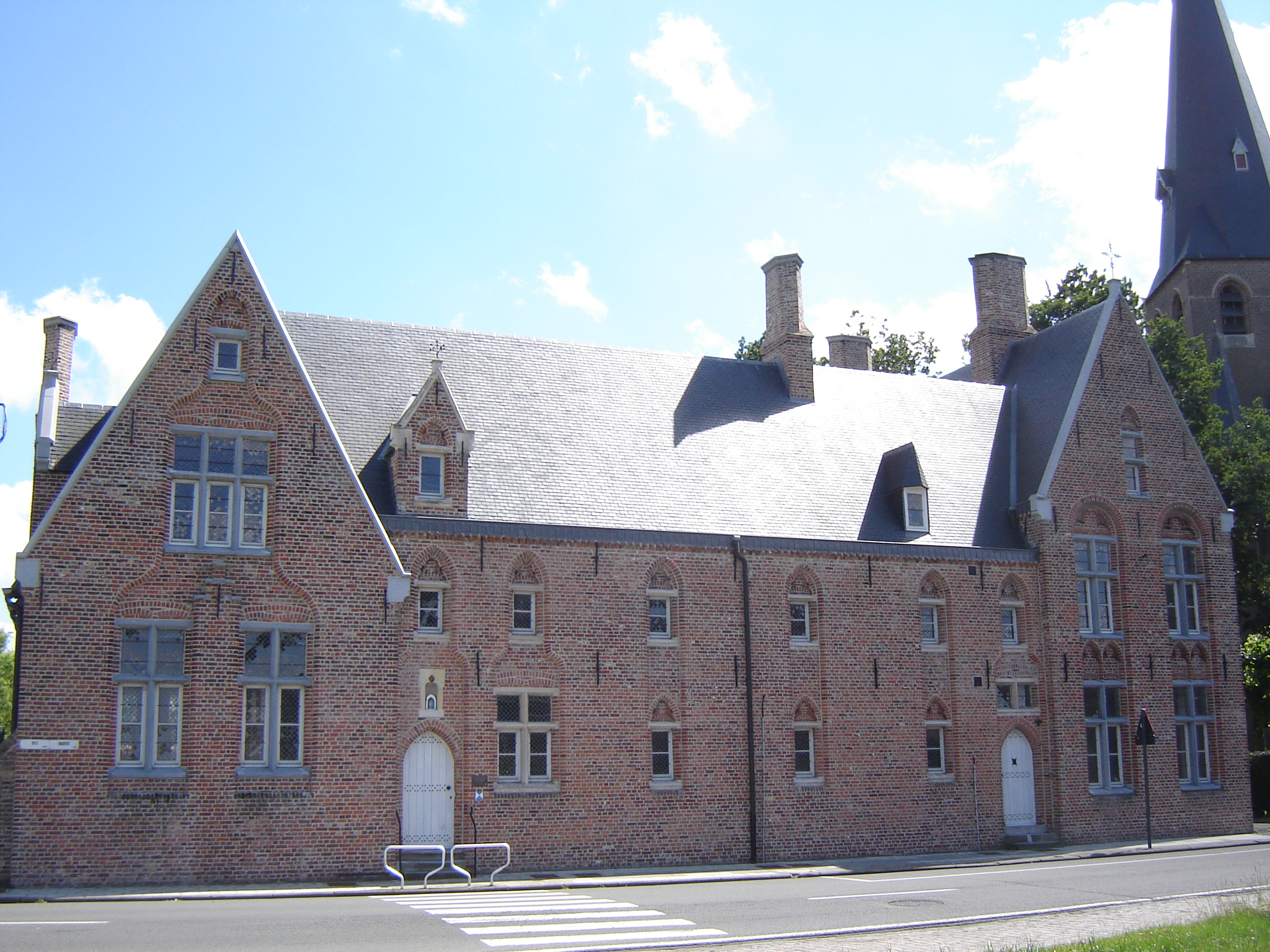
Neogotische kloostergebouwen

  - Kosterswoning
  - Pastorie
  - Diverse woonhuizen

## Natuur en landschap
Vivenkapelle ligt op de grens van het Vlaamse polderlandschap en Zandig Vlaanderen. De hoogte bedraagt ongeveer 4 meter. Het is een dunbevolkte landbouwstreek, maar in het westen vindt men uitbreidingswijken van de stad Brugge te Sint-Kruis, met name Malehoek.

## Nabijgelegen kernen
Damme, Brugge, Sijsele, Moerkerke